# 1. Amateurliga Südwest 1960/61
Die 1. Fußball-Amateurliga Südwest 1960/61 war die 9. Saison der drittklassigen 1. Amateurliga im regionalen Männerfußball des südlichen Teils des Landes Rheinland-Pfalz und ein Vorgänger der Fußball-Verbandsliga Südwest. Die 1. Amateurliga Südwest wurde 1952 aus einer Zusammenlegung der Amateurligen Rheinhessen, Westpfalz und Vorderpfalz gebildet und existierte bis zur Saison 1977/78 als dritthöchste Liga. Nach Einführung der Oberliga Südwest 1978 als höchste Amateurspielklasse wurde die Spielklasse in „Verbandsliga Südwest“ umbenannt und war ab diesem Zeitpunkt nur noch viertklassig.

## Abschlusstabelle
Die Meisterschaft gewann der 1. FC Sobernheim, der auch die Aufstiegsrunde zur II. Division Südwest gewann und qualifizierte sich als südwestdeutscher Amateurmeister für den Aufstieg und zur Teilnahme an der deutschen Fußball-Amateurmeisterschaft. Im Halbfinale scheiterte Sobernheim gegen die Amateure von Holstein Kiel mit 2:5 n. V.
Den Gang in die 2. Amateurliga musste Alemannia Worms antreten, da sie das Entscheidungsspiel gegen den punktgleichen VfR Baumholder verloren haben. Für die nachfolgende Saison 1961/62 kamen aus den 2. Amateurligen als Aufsteiger der 1. FC Idar und der TuS Altrip.
| Pl. | Verein                     | Sp. | Tore  | Punkte |
| --- | -------------------------- | --- | ----- | ------ |
| 01. | 1. FC Sobernheim           | 30  | 73:36 | 43:17  |
| 02. | Phönix Bellheim            | 30  | 85:42 | 42:18  |
| 03. | FVgg Mombach (N)           | 30  | 88:45 | 40:20  |
| 04. | SpVgg Mundenheim           | 30  | 49:39 | 34:26  |
| 05. | FSV Oggersheim             | 30  | 64:55 | 31:29  |
| 06. | VfL Neustadt               | 30  | 46:49 | 31:29  |
| 07. | VfR Friesenheim            | 30  | 49:64 | 30:30  |
| 08. | SC Hauenstein (N)          | 30  | 52:55 | 29:31  |
| 09. | ASV Landau (A)             | 30  | 53:58 | 28:32  |
| 10. | FC Dahn                    | 30  | 43:47 | 26:34  |
| 11. | SG 05 Pirmasens            | 30  | 44:65 | 26:34  |
| 12. | VfR Kirn                   | 30  | 52:75 | 25:35  |
| 13. | SpVgg 08 Oberstein         | 30  | 38:64 | 25:35  |
| 14. | 1. FC Kaiserslautern Amat. | 30  | 38:53 | 24:36  |
| 15. | Alemannia Worms            | 30  | 43:53 | 23:37  |
|     | VfR Baumholder             | 30  | 51:68 | 23:37  |

| (A) | Absteiger aus der II. Division Südwest 1959/60 |
| (N) | Aufsteiger aus den 2. Amateurligen 1959/60     |

### Entscheidungsspiel
|                 | Ergebnis |                |
| --------------- | -------- | -------------- |
| Alemannia Worms |          | VfR Baumholder |